# Amata williami
Amata williami är en fjärilsart som beskrevs av Rothschild 1910. Amata williami ingår i släktet Amata och familjen björnspinnare. Inga underarter finns listade i Catalogue of Life.